# ليندا هاردي
ليندا هاردي (بالفرنسية: Linda Hardy)‏ (و. 1973 – م) هي ممثلة، وعارضة، ومتسابقة ملكة الجمال، من فرنسا، ولدت في نانت.

## وصلات خارجية
- ليندا هاردي على موقع IMDb (الإنجليزية)
- ليندا هاردي على موقع ألو سيني (الفرنسية)
- ليندا هاردي على موقع أول موفي (الإنجليزية)
- ليندا هاردي على موقع قاعدة بيانات الفيلم (الإنجليزية)
- ليندا هاردي على موقع كينوبويسك (الروسية)

ليندا هاردي في قاعدة بيانات الأفلام على الإنترنت